# José Massó Álvarez
José Israel Massó Álvarez (ur. 2 grudnia 1997 w Holguín) – kubański siatkarz, reprezentant kraju, grający na pozycji środkowego i atakującego.

## Sukcesy klubowe
Liga portugalska:
- 2022[6]
- 2023

Liga niemiecka:
- 2024[7]

## Sukcesy reprezentacyjne
Puchar Panamerykański U-23:
- 2018[8]
- 2016

Puchar Panamerykański Juniorów:
- 2017[9]

Mistrzostwa Świata Juniorów:
- 2017[10]

Mistrzostwa Świata U-23:
- 2017[11]

Puchar Panamerykański:
- 2019[12][13]

Igrzyska Panamerykańskie:
- 2019[14]

Mistrzostwa Ameryki Północnej, Środkowej i Karaibów:
- 2019[15]

## Nagrody indywidualne
- 2017: Najlepszy środkowy Mistrzostw Świata Juniorów[16]
- 2018: Najlepszy środkowy Pucharu Panamerykańskiego U-23[17]
- 2021: Najlepszy środkowy Mistrzostw Ameryki Północnej, Środkowej i Karaibów[18]